# Strigilis

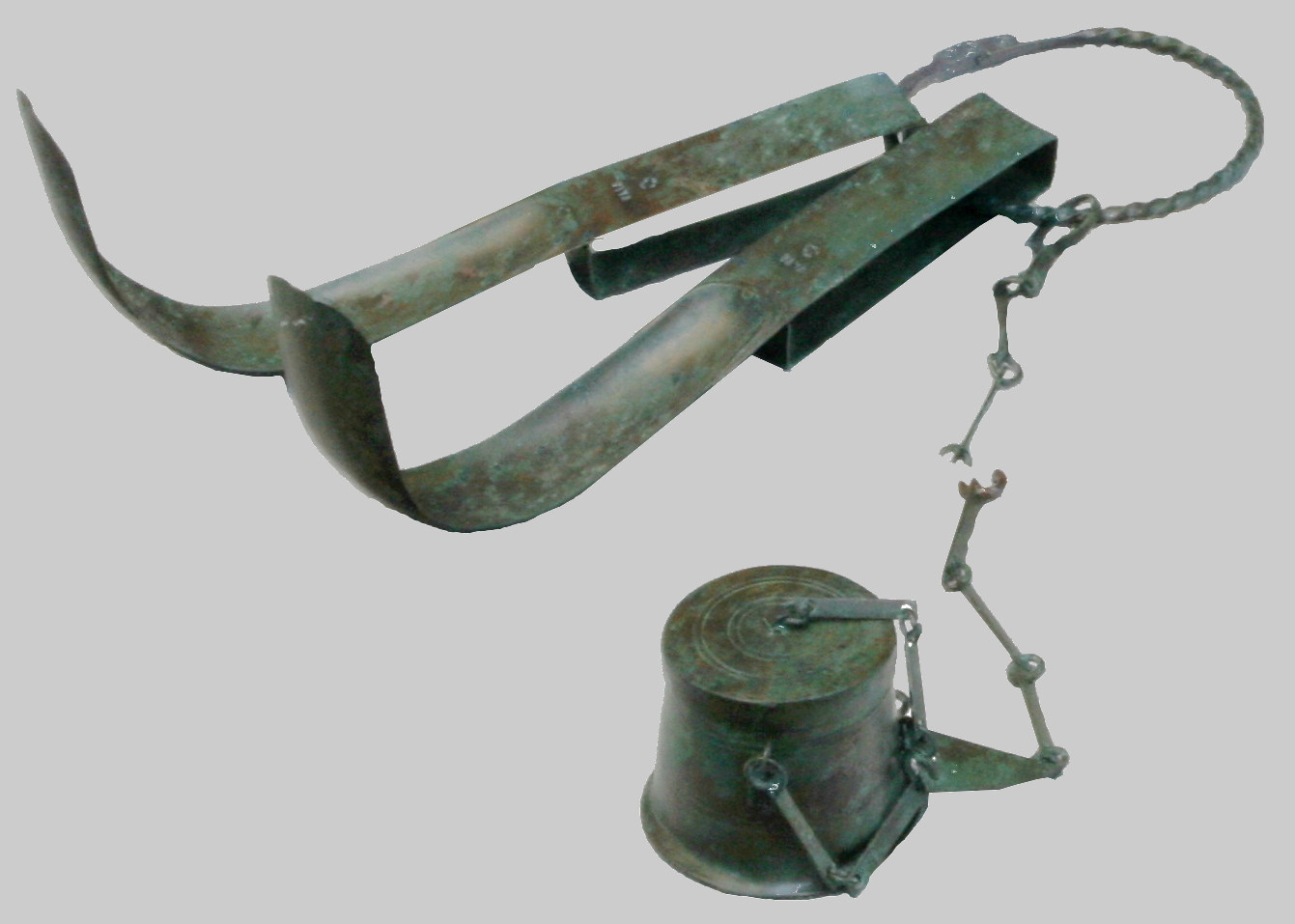
Römische Strigiles mit Salbgefäß, 1. Jahrhundert n. Chr.; München, Staatliche Antikensammlungen

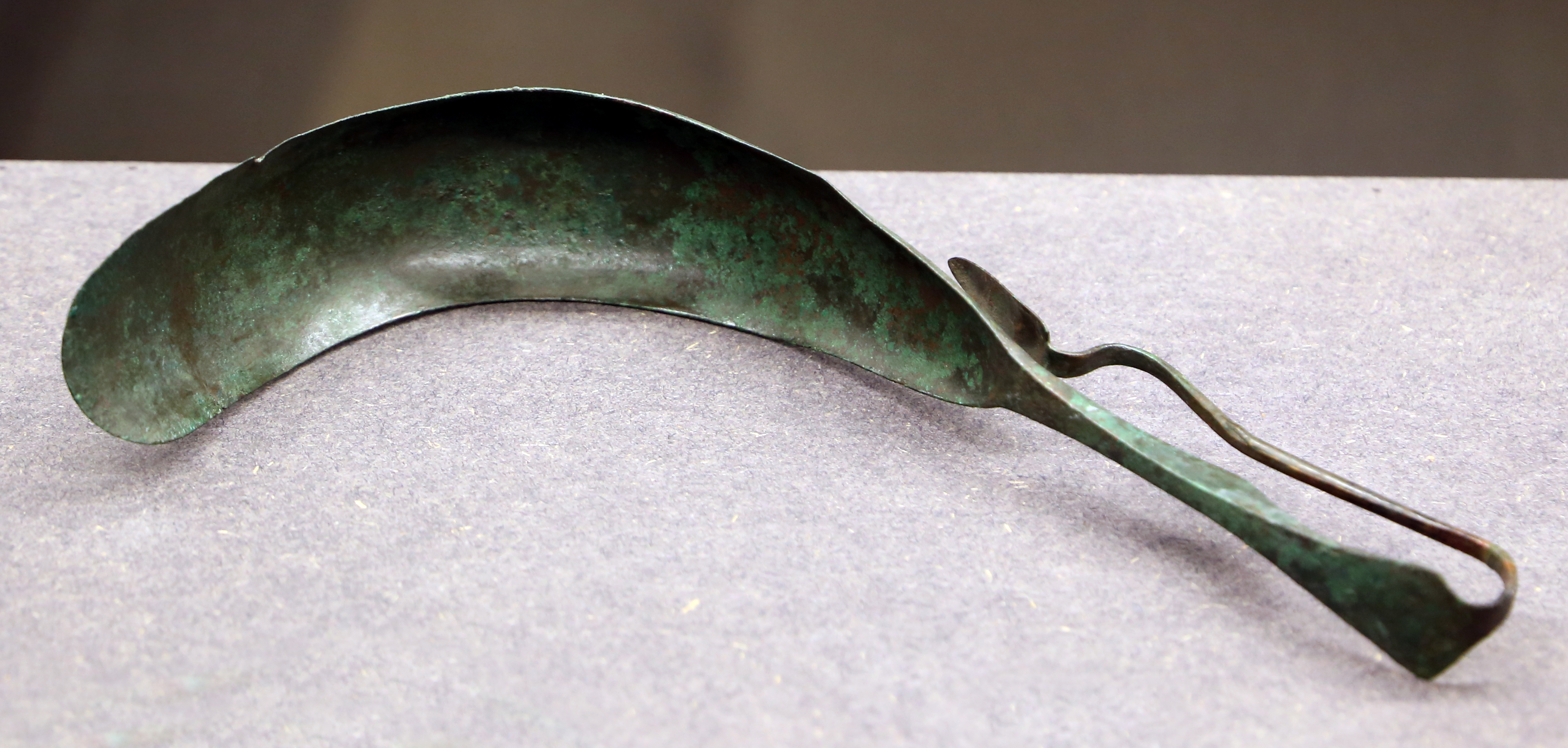
Gewölbte Innenfläche, in der sich der abgeschabte Körperbelag sammelt

Die Strigilis (altgriechisch στλεγγίς stlengís, deutsch ‚Streicheisen‘; verwandt mit lateinisch stringere, „streichen“, und deutsch „Striegel“), auch „Schabeisen“ genannt, war ein in der Antike gebräuchliches Schabwerkzeug und Sportgerät, mit dem nach sportlichen Übungen oder dem Besuch des Schwitzbades Öl, Schweiß und Staub vom Körper geschabt wurden. Nach dem Training oder anderen körperlichen Aktivitäten wusch man sich nicht mit Wasser und Seife, sondern rieb Olivenöl über den Körper und nutzte dann den Strigil, um Staub und Dreck zusammen mit dem meisten Öl abzustreifen. Eine feine Ölschicht verblieb dabei auf der Haut, was allerdings aufgrund des kosmetischen Effekts durchaus gewollt war.
Die Strigilis bestand aus einem Griff und einem gekrümmten Vorderteil aus Bronze oder Eisen. Meist bildete sie zusammen mit einem Schwamm und Salbgefäßen wie Alabastra oder Aryballoi Sets, mithilfe derer sich die Athleten vor sportlichen Übungen einölen und danach reinigen konnten.

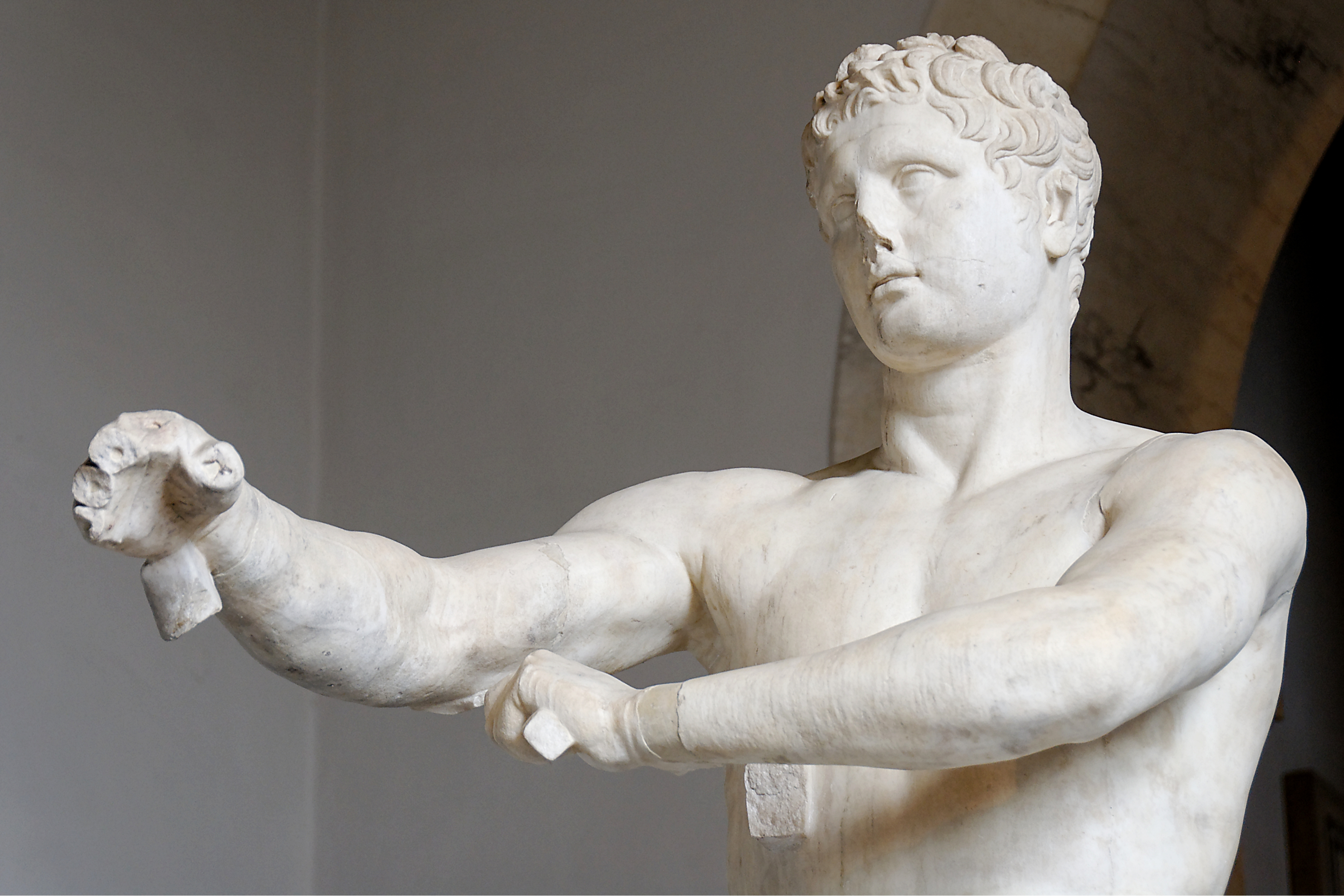
Römische Kopie der Apoxyomenos-Statue des Lysipp

Neben zahlreichen erhaltenen Exemplaren ist die Verwendung der Strigilis auch in vielen Darstellungen der griechischen Vasenmalerei sowie in Gestalt der sogenannten Apoxyomenos-Statuen („Abschabender“) belegt.